# 中内亮玄
中内 亮玄（なかうち りょうげん、1974年9月15日 - ）は、日本の俳人。福井県生まれ、福井県在住。
「主体写生論」を唱え、新世紀前衛派（ニューエイジ・アバンギャルド）の旗手を標榜。
俳諧旅団『月鳴』主宰、『海原』同人、福井県現代俳句協会長、現代俳句協会評議員、日本現代詩歌文学館振興会評議員

## 略歴
- 2001年に作句を開始、北陸の俳句結社「狼」（ろう）同人、「海程」会員となる。2006年には現代俳句協会に入会。海程全国大会（千葉）において、金子兜太に直接弟子入り。2008年、海程福井支部年刊合同句集『点』第34号より編集を務める（奇しくも2018年2月20日付発行の第44号をもって終刊）。2012年から、新聞紙面へのエッセーや俳句コラムの連載、福井県ふるさと文学館をはじめ、公立図書館での講演、ＦＢＣラジオセミナー（福井県社会福祉協議会）、中高生対象の出前授業など、俳句講師としても活動。2016年より、地区会長として全国最年少で福井県現代俳句協会会長に就任。2018年2月20日、俳句に新たなコモンセンスを与えたという意味で俳聖と称える師、金子兜太が死去。同年、「狼」退会。「海程」の後継誌「海原」の同人になるとともに、自らの結社「俳諧旅団　月鳴」を9月２日に創設、主宰に就任。「現代俳句新人賞」や「北斗賞」「越前 蟹と水仙の文学コンクール」等、俳句賞の選考委員も務めた。また、福井県最大手の酒蔵「一本義」より新聞広告・テレビCM・プロモーションビデオ用の俳句・エッセー作品を依頼されると、その広告が第39回福井広告賞の最優秀賞を受賞するなど、活躍の幅を広げている。機動戦士ガンダムで有名なアニメーター・映画監督の安彦良和や、紙漉き職人の人間国宝、九代岩野市兵衛、現代の名工、昆布職人の別所昭男など、俳壇以外の交流も幅広い。メジャーデビューシングル『石コロブ』が、史上初のSPACESHOWER TV・MTV・MUSIC ON!TVの3番組で同時にパワープレイされたバンド、セカイイチのギタリスト中内正之は実弟。

## 主な受賞歴
- 2007年　第28回新風舎奨励賞 受賞「眠れぬ夜にひとりで読んでみろよ」
- 2009年　第12回北陸現代俳句賞 受賞「蒼の受胎」
- 2010年　第28回現代俳句新人賞 佳作「叫び」
- 2012年　第30回現代俳句新人賞 受賞「ゲルニカ」、第47回海程新人賞 受賞「朱と蒼」同新人賞記念特別作品「サイレン」
- 2017年　俳句ボトルTekizami全国俳句大会 大賞受賞（坪内捻典特選）
- 2019年　福井県文化奨励賞（知事表彰）受賞
- 2023年　海原賞受賞

## 著書・著作
- 2008年
  - 俳句作品掲載『ザ・俳句十万人歳時記 夏』「夏の風」の項　松田ひろむ編集（第三書館　ISBN 978-4-8074-0821-4）
- 2009年
  - 随筆『兜太の遺伝子』（非売品）
  - 第一 句文集『眠れぬ夜にひとりで読んでみろよ』（狐尽出版　ISBN 978-4-9907069-0-6）
- 2013年
  - 実質の第一句集『蒼の麒麟騎士団』（狐尽出版　ISBN 978-4-9907069-1-3）（表紙：「蒼の麒麟騎士団」イラストレーター佳嶋描き下ろし作品）
- 2014年
  - 評論「俳句哲学者 金子兜太」副題「信頼の芸術としての俳句」掲載。『口語俳句年鑑13'』（口語俳句協会）
  - 随筆「リレーエッセー」連載開始。『福井新聞』（福井新聞社）（～2017年）
- 2017年
  - 第二句集『赤鬼の腕』付録：評論「金子兜太三部作」・「主体写生論」（狐尽出版　ISBN 978-4-9907069-2-0　表紙：金子兜太揮毫、全都道府県図書館寄贈）
- 2018年
  - 金子兜太追悼文：『俳句界』4月号「俳聖金子兜太」、『俳句』5月号「意志を継ぐもの」、『俳句四季』7月号「兜太の一言」
- 2020年
  - 主宰誌 俳諧旅団『月鳴』 創刊号（狐尽出版　ISBN 978-4-9907069-3-7　非売品　全都道府県立図書館寄贈）

- 2021年
  - 主宰誌 俳諧旅団『月鳴』 第弐号（狐尽出版　非売品　主な都道府県立図書館寄贈）以後年刊発行
- 2023年　
  - 第二句文集『素晴らしい世界』（狐尽出版　非売品　主な都道府県立図書館寄贈）
  - 第三句集『北國幻燈』（狐尽出版 ISBN 978-4-9907069-5-1 主な都道府県立図書館寄贈）

## 主体写生論
客観的な写生は修作の技法にすぎず、対象に主体的に介入する姿勢こそが写生を芸術に高めるためには不可欠であるとし、「主体写生論」（『現代俳句』平成24年9月号）を唱える。曰く、「毛穴の一つまで描写したからと言って、それが感動を生むわけではない。対象の内面に、命に踏み込んだとき、初めて心は震えるのだ」（カドカワ『俳句』平成24年10月号）。「主体写生論」全文（句集『赤鬼の腕』平成29年11月）

## 作品掲載メディア
- 『俳句』（KADOKAWA）
- 『NHK俳句テキスト』（NHK出版）
- 『俳句界』（文學の森）
- 『俳句四季』（東京四季出版）
- 『俳壇』（本阿弥書店）
- 『俳句α』（毎日新聞社）
- 『現代俳句』（現代俳句協会）
- 『俳句年鑑』（角川学芸出版）
- 『口語俳句年鑑』（口語俳句協会）
- 『ザ・俳句十万人歳時記 夏』（第三書館）
- 『文藝春秋』（文藝春秋）
- 『朝日新聞』（朝日新聞社）
- 『中日新聞』（中日新聞社）
- 『福井新聞』（福井新聞社）
- 『日刊県民福井』（中日新聞福井支社・日刊県民福井）
- 「FBCラジオ」（福井放送株式会社）
- 「一本義」新聞広告・テレビCM（一本義久保本店）
- 「現代俳句カレンダー」2018～（東京四季出版）
- 「俳句の日めくりカレンダー」2023～（新日本カレンダー社）